# 海蘭維尤 (佛羅里達州)
海蘭維尤（英語：Highland View）是位於美國佛羅里達州灣縣的一個非建制地區。該地的面積和人口皆未知。

## 地理
海蘭維尤的座標為29°50′17″N 85°18′57″W / 29.83806°N 85.31583°W，而該地的平均海拔高度為3米（即10英尺）。